# Coefficienti di Clebsch-Gordan
I coefficienti di Clebsch-Gordan in meccanica quantistica come in fisica atomica e fisica della materia condensata sono utilizzati per passare da una base all'altra nella composizione di momenti angolari.

## Composizione di momenti angolari
Per quanto visto nella composizione dei momenti angolari che può riguardare sia la composizione di due o più momenti angolari orbitali che la composizione di due momenti angolari di spin o ancora l'accoppiamento tra il momento angolare orbitale e quello di spin, abbiamo identificato due basi:
- La prima base nella quale sono diagonali {\displaystyle {\vec {J}}_{1}^{2},{\vec {J}}_{2}^{2},J_{1z},J_{2z}} , che si identificano con i vettori di base:

(1){\displaystyle |j_{1},j_{2},j_{1z},j_{2z}\rangle }
e per la quale valgono le equazioni agli autovalori:
{\displaystyle {\vec {J}}_{1}^{2}|j_{1},j_{2},j_{1z},j_{2z}\rangle =j_{1}(j_{1}+1)\hbar ^{2}|j_{1},j_{2},j_{1z},j_{2z}\rangle }
{\displaystyle J_{1z}|j_{1},j_{2},j_{1z},j_{2z}\rangle =j_{1z}\hbar |j_{1},j_{2},j_{1z},j_{2z}\rangle }
{\displaystyle {\vec {J}}_{2}^{2}|j_{1},j_{2},j_{1z},j_{2z}\rangle =j_{2}(j_{2}+1)\hbar ^{2}|j_{1},j_{2},j_{1z},j_{2z}\rangle }
{\displaystyle J_{2z}|j_{1},j_{2},j_{1z},j_{2z}\rangle =j_{2z}\hbar |j_{1},j_{2},j_{1z},j_{2z}\rangle }
- La seconda base nella quale sono diagonali {\displaystyle {\vec {J}}^{2},J_{z},{\vec {J}}_{1}^{2},{\vec {J}}_{2}^{2}} , che si identificano con i vettori di base:

(2){\displaystyle |j_{1},j_{2},J,M\rangle }
Valgono le equazioni agli autovalori:
{\displaystyle {\vec {J}}_{1}^{2}|j_{1},j_{2},J,M\rangle =j_{1}(j_{1}+1)\hbar ^{2}|j_{1},j_{2},J,M\rangle }
{\displaystyle {\vec {J}}_{2}^{2}|j_{1},j_{2},J,M\rangle =j_{2}(j_{2}+1)\hbar ^{2}|j_{1},j_{2},J,M\rangle }
{\displaystyle {\vec {J}}^{2}|j_{1},j_{2},J,M\rangle =j(j+1)\hbar ^{2}|j_{1},j_{2},J,M\rangle }
{\displaystyle J_{z}|j_{1},j_{2},J,M\rangle =j_{z}\hbar |j_{1},j_{2},J,M\rangle }
dove {\displaystyle J=j_{1}+j_{2}} è l'autovalore di {\displaystyle {\vec {J}}^{2}} ed {\displaystyle M=j_{1z}+j_{2z}} è l'autovalore di {\displaystyle J_{z}}. Il passaggio da una base all'altra è determinato dai coefficienti di Clebsch-Gordan.
Gli stati (1) e (2) sono messi in relazione da una trasformazione unitaria:
(3){\displaystyle |j_{1},j_{2},j_{1z},j_{2z}\rangle =\sum _{J,M}\langle j_{1},j_{2},J,M|j_{1},j_{2},j_{1z},j_{2z}\rangle |j_{1},j_{2},J,M\rangle }
dove i coefficienti
{\displaystyle \langle j_{1},j_{2},J,M|j_{1},j_{2},j_{1z},j_{2z}\rangle }
sono appunto i coefficienti di Clebsch-Gordan. Viceversa la trasformazione inversa:
(4){\displaystyle |j_{1},j_{2},J,M\rangle =\sum _{j_{1z},j_{2z}}\langle j_{1},j_{2},j_{1z},j_{2z}|j_{1},j_{2},J,M\rangle |j_{1},j_{2},j_{1z},j_{2z}\rangle }
definisce i coefficienti di Clebsch-Gordan complessi coniugati dei precedenti:
{\displaystyle \langle j_{1},j_{2},j_{1z},j_{2z}|j_{1},j_{2},J,M\rangle ^{*}=\langle j_{1},j_{2},J,M|j_{1},j_{2},j_{1z},j_{2z}\rangle }

## Convenzione di Condon-Shortley
Per determinare i coefficienti di Clebsch-Gordan bisogna tenere conto della fase degli stati. Siccome tale fase non è univoca si tiene conto di essa utilizzando la convenzione di Condon-Shortley secondo la quale gli stati massimi delle due basi devono avere coefficiente 1, che fissa il fattore di fase globale tra le due basi. Poi tutti gli elementi delle matrici che rappresentano gli operatori {\displaystyle J_{1-},J_{2-},J_{-}} sono presi reali e semidefiniti positivi che fissano i fattori di fase relativi agli stessi stati degeneri, infine gli elementi di matrice {\displaystyle \langle j_{1},j_{2},J,M|J_{1z}|j_{1},j_{2},J\pm 1,M\rangle } sono presi reali e semidefiniti positivi: queste tre condizioni fissano univocamente tutte le fasi relative del sistema, in tal modo tutti i coefficienti sono reali.

## Primi coefficienti
Dalle proprietà fondamentali della composizione di momenti angolari si evince che tutti i coefficienti di Clebsch-Gordan sono nulli a meno che non verifichino:
(5){\displaystyle M=j_{1z}+j_{2z}\,\,\,\,\,\,\,\,|j_{1}-j_{2}|\leq j\leq j_{1}+j_{2}}
Inoltre la condizione che siano ortogonali unita alla condizione di realtà ci dice che:
(6){\displaystyle \sum _{j_{1z},j_{2z}}\langle j_{1},j_{2},j_{1z},j_{2z}|j_{1},j_{2},J',M'\rangle \langle j_{1},j_{2},j_{1z},j_{2z}|j_{1},j_{2},J,M\rangle =\delta _{JJ'}\delta _{MM'}}
cioè la condizione di unitarietà della trasformazione. Inoltre la condizione di normalizzazione degli stati:
(7){\displaystyle \sum _{j_{1z},j_{2z}}\left|\langle j_{1},j_{2},j_{1z},j_{2z}|j_{1},j_{2},j_{1z},j_{2z}\rangle \right|^{2}=1}
Il metodo è sempre quello di utilizzare gli operatori di scala, come nella composizione dei momenti angolari si vede che il valore massimo dei due momenti è:
{\displaystyle J=j_{1}+j_{2}}
infatti il valore massimo di {\displaystyle J} è quello in cui {\displaystyle j_{1}} assume il valore della proiezione del momento angolare {\displaystyle j_{1z}} e analogamente per {\displaystyle j_{2}} che assume {\displaystyle j_{2z}}, rappresentano uno stato determinato da:
{\displaystyle |j_{1},j_{2},j_{1},j_{2}\rangle }
nella seconda base è determinato dallo stato:
(8){\displaystyle |j_{1},j_{2},J=j_{1}+j_{2},M=j_{1z}+j_{2z}=j_{1}+j_{2}\rangle }
dove in accordo con la convenzione si è preso il fattore di fase uguale a 1. Scalando il valore di {\displaystyle M} di 1, cioè {\displaystyle M=j_{1z}+j_{2z}-1} si corrispondono due stati infatti applicando l'operatore di scala {\displaystyle J_{-}=J_{1-}+J_{2-}} allo stato (8) si hanno due stati dati da:
{\displaystyle |j_{1},j_{2},j_{1}-1,j_{2}\rangle }
{\displaystyle |j_{1},j_{2},j_{1},j_{2}-1\rangle }
cioè:
(9){\displaystyle |j_{1},j_{2},J=j_{1}+j_{2},M=j_{1}+j_{2}-1\rangle ={\sqrt {\frac {j_{1}}{j_{1}+j_{2}}}}|j_{1},j_{2},j_{1}-1,j_{2}\rangle +{\sqrt {\frac {j_{2}}{j_{1}+j_{2}}}}|j_{1},j_{2},j_{1},j_{2}-1\rangle }